# Cœur d'Alène
Els coeur d'alêne (també snchitsu'umshtsn o snčícuʔumšcn) són una tribu índia que parla una de les llengües salish, que s'anomenava a si mateixa skitswish o skitzoomish. El nom, d'origen francès, potser va ser usat algun cop per a algun cabdill com a insult, i restà com a nom per a la tribu.

## Localització
Vivien vora el riu Spokane i el llac Coeur d'Alene (Idaho), i a l'alt Clearwater (Washington). Actualment són repartits entre les reserves Coeur d'Alene (al comtat de Plummer, Idaho) de 345.000 acres, i Colville (Washington).

## Demografia
El 1805 Lewis i Clark els calcularen en uns 2.000 individus. El 1909 havien estat reduïts a 533 individus, però el 1960 eren 800, d'ells 616 a Idaho. Segons Asher, el 1980 n'hi havia 800, però només 20 parlaven la llengua salish. Segons dades del cens dels EUA del 2000, hi havia 1.392 purs, 19 barrejats amb altres tribus, 242 amb altres races i 5 amb altres races i altres tribus. En total, 1.658 individus. Segons dades de la BIA del 1995, a la reserva Coeur d'Alene hi viuen 1.588 habitants (1.493 en el rol tribal).

## Costums
En l'època de la Louisiana francesa, els coureurs des bois i paranyers francesos van denominar aquest poble «cœur d'alène» per raó de la seva duresa en els negocis (l'alena és un punxó sòlid que permet de treballar el cuir).
Eren sedentaris i vivien de recollir arrels, de pescar salmons i caçar alguns mamífers dels boscos, però sense atrevir-se a allunyar-se gaire del seu territori.
La seva organització social i política era democràtica, i tenien molta devoció religiosa pels esperits guardians. Eren pacífics, i només feien la guerra en ocasions especials.
Vivien en cases còniques fetes sobre forats alçats de pals coberts de matolls i escorça. Tenen trets culturals presos dels kalispel, bitterroot salish i nez percés, veïns seus.

## Història
El 1806 foren visitats pels exploradors nord-americans Lewis i Clark, qui els relacionaren amb els kalispel. El pare francès Pierre-Jean de Smet va visitar-los el 1841 i hi va establir una missió catòlica, encara avui dia activa. Intentaren viure en pau amb els blancs fins que el 1858 el seu cabdill Vincent declarà la Guerra Coeur d'Alene, amb suport dels palus, spokane i paiute. El maig un miler d'indis atacaren 164 soldats del major Eduard Steptoe a Pine Creek (Washington), però foren atacats per 600 soldats del coronel George Wright, qui el setembre els vencé a la batalla de Four Lakes i Spokane Plains. El seu cap Garry es va veure obligat a signar un tractat de pau cedin les seves terres. Això va delmar la tribu, i el 1867 la majoria van ser duts a la Reserva Coeur d'Alene d'Idaho, mentre la resta fou duta el 1872 a la reserva Colville de Washington. Però com la reserva no els fou reconeguda fins al 1884, els van robar moltes terres. El 1953-1959 el seu líder Joseph Garry, també cap de la NCAI des del 1954, va dirigir la campanya contra la Termination, de manera que el 1955 l'Indian Claims Comission els va donar els títols de les terres reclamades. I Joseph Stuntz (1954), de la reserva Lapwai, casat amb la membres de la tribu Ida Charles, eren membres de l'AIM establerts a Pine Ridge que s'uniren a Leonard Peltier a Oglala (CDP).

## Llista de coeurs d'alêne
- Garry
- Joseph Garry
- Sherman Alexie
- Janet Campbell Hale
- David Matheson